# Liste des monuments historiques de l'Eure (J-Z)
Cet article recense une partie des monuments historiques de l'Eure, en France.
- Haut – A
- B
- C
- D
- E
- F
- G
- H
- I
- J
- K
- L
- M
- N
- O
- P
- Q
- R
- S
- T
- U
- V
- W
- X
- Y
- Z

## Liste
Pour des raisons de taille, la liste est découpée en deux. Cette partie regroupe les communes débutant de J à Z. Pour les autres, voir la liste des monuments historiques de l'Eure (A-I).
| Monument                                                   | Commune                                        | Adresse                                         | Coordonnées                      | Notice                        | Protection            | Date           | Illustration                                               |
| ---------------------------------------------------------- | ---------------------------------------------- | ----------------------------------------------- | -------------------------------- | ----------------------------- | --------------------- | -------------- | ---------------------------------------------------------- |
| Église Notre-Dame de Jonquerets-de-Livet                   | Jonquerets-de-Livet                            | RD 34 Route de Broglie Le village               | 49° 01′ 17″ nord, 0° 36′ 33″ est | « PA00099463 » « IA00019476 » | Inscrit               | 1932           | Église Notre-Dame de Jonquerets-de-Livet                   |
| Église Saint-Pierre de Jouy-sur-Eure                       | Jouy-sur-Eure                                  | RD 71 Rue de l'Ancienne Abbaye Rue de l'Église  | 49° 02′ 51″ nord, 1° 18′ 17″ est | « PA00099464 »                | Inscrit Classé        | 1926 1930      | Église Saint-Pierre de Jouy-sur-Eure                       |
| Église Saint-Pierre de La Selle                            | Juignettes                                     | La Selle                                        | 48° 51′ 15″ nord, 0° 38′ 25″ est | « PA27000028 »                | Inscrit               | 1998           | Église Saint-Pierre de La Selle                            |
| Menhir de la Longue Pierre                                 | Landepéreuse                                   | Le Haut-Bois Le Tilleul-en-Ouche                | 48° 59′ 27″ nord, 0° 36′ 37″ est | « PA00099465 »                | Classé                | 1911           | Menhir de la Longue Pierre                                 |
| Manoir de Saint-Léger                                      | La Lande-Saint-Léger                           | La ferme de Saint-Leger                         | 49° 17′ 26″ nord, 0° 19′ 39″ est | « PA00099466 » « IA00054679 » | Inscrit               | 1967           | Image manquante Téléverser                                 |
| Château du Landin                                          | Le Landin                                      | Allée du Câteau Rue du Haut des Côtes           | 49° 24′ 25″ nord, 0° 48′ 12″ est | « PA27000044 »                | Inscrit               | 2002           | Château du Landin                                          |
| Croix de Léry                                              | Léry                                           | 3 place de l'Église                             | 49° 17′ 09″ nord, 1° 12′ 33″ est | « PA00099467 » « IA00017972 » | Inscrit               | 1927           | Croix de Léry                                              |
| Église Saint-Ouen de Léry                                  | Léry                                           | Place de l'Église                               | 49° 17′ 09″ nord, 1° 12′ 35″ est | « PA00099468 » « IA00017970 » | Classé                | 1911           | Église Saint-Ouen de Léry                                  |
| Abbaye de Mortemer                                         | Lisors                                         | RD 715 Mortemer                                 | 49° 22′ 10″ nord, 1° 28′ 52″ est | « PA00099469 » « IA00016889 » | Classé                | 1966           | Abbaye de Mortemer                                         |
| Église Saint-Martin de Louversey                           | Louversey                                      | Rue de l'Église                                 | 48° 59′ 29″ nord, 0° 55′ 23″ est | « PA00099470 »                | Classé                | 1921           | Église Saint-Martin de Louversey                           |
| Manoir Saint-Calais                                        | Louversey                                      | Rue Saint-Calais                                | 48° 58′ 44″ nord, 0° 54′ 28″ est | « PA27000013 »                | Inscrit               | 1996           | Image manquante Téléverser                                 |
| Château Saint-Hilaire (Louviers)                           | Louviers                                       | RD 71 La Roquette 44 avenue Henri-Dunant        | 49° 12′ 10″ nord, 1° 10′ 15″ est | « PA27000050 » « IA00019060 » | Inscrit               | 2002           | Château Saint-Hilaire (Louviers)                           |
| Couvent des Pénitents de Louviers                          | Louviers                                       | 1 rue des Pénitents                             | 49° 12′ 46″ nord, 1° 10′ 19″ est | « PA00132693 »                | Inscrit               | 1994           | Couvent des Pénitents de Louviers                          |
| Église Notre-Dame de Louviers                              | Louviers                                       | Place du parvis Notre-Dame                      | 49° 12′ 46″ nord, 1° 10′ 13″ est | « PA00099471 » « IA00019084 » | Classé                | 1846           | Église Notre-Dame de Louviers                              |
| Kiosque à musique de Louviers                              | Louviers                                       | Jardins de l'Hôtel de VIlle                     | 49° 12′ 51″ nord, 1° 10′ 07″ est | « PA27000091 »                | Inscrit               | 3 juillet 2020 | Kiosque à musique de Louviers                              |
| Maison du Parlement                                        | Louviers                                       | 41 rue aux Huiliers                             | 49° 12′ 46″ nord, 1° 10′ 04″ est | « PA00099472 »                | Inscrit               | 1932           | Maison du Parlement                                        |
| Prieuré Saint-Lubin de Louviers                            | Louviers                                       | Saint-Lubin                                     | 49° 13′ 15″ nord, 1° 08′ 02″ est | « PA00099473 » « IA00019059 » | Inscrit               | 1935           | Image manquante Téléverser                                 |
| Château de la Héruppe                                      | Louye                                          | Route de Saint-Georges-Motel Bois de la Héruppe | 48° 47′ 33″ nord, 1° 20′ 40″ est | « PA27000051 »                | Inscrit               | 2002           | Image manquante Téléverser                                 |
| Château de Louye                                           | Louye                                          | Le Parc Le Potager Rue du Château               | 48° 47′ 52″ nord, 1° 18′ 59″ est | « PA27000036 »                | Inscrit               | 2000           | Château de Louye                                           |
| Église Saint-Nicolas de Louye                              | Louye                                          | Le Village Rue du Château                       | 48° 47′ 54″ nord, 1° 19′ 04″ est | « PA00099474 »                | Inscrit               | 1961           | Église Saint-Nicolas de Louye                              |
| Couvent des Bénédictines de Saint-Charles                  | Lyons-la-Forêt                                 | Rue de la Rougemare                             | 49° 23′ 58″ nord, 1° 28′ 25″ est | « PA27000011 » « IA00016908 » | Inscrit               | 1996           | Couvent des Bénédictines de Saint-Charles                  |
| Couvent des Cordeliers de Lyons-la-Forêt                   | Lyons-la-Forêt                                 | 3, rue de la Rigole                             | 49° 24′ 03″ nord, 1° 28′ 32″ est | « PA00099475 » « IA00016909 » | Inscrit               | 1973           | Couvent des Cordeliers de Lyons-la-Forêt                   |
| Église Saint-Denis de Lyons-la-Forêt                       | Lyons-la-Forêt                                 | Le bout de bas Rue de l'Église                  | 49° 23′ 56″ nord, 1° 28′ 00″ est | « PA00099476 » « IA00016905 » | Inscrit               | 1926           | Église Saint-Denis de Lyons-la-Forêt                       |
| Halle de Lyons-la-Forêt                                    | Lyons-la-Forêt                                 | RD 2 Place Isaac Benserade                      | 49° 23′ 56″ nord, 1° 28′ 37″ est | « PA00099477 » « IA00016904 » | Inscrit               | 1927           | Halle de Lyons-la-Forêt                                    |
| Hôtel de ville de Lyons-la-Forêt                           | Lyons-la-Forêt                                 | 20 rue de l'Hôtel-de-Ville                      | 49° 23′ 54″ nord, 1° 28′ 31″ est | « PA27000010 » « IA00016902 » | Inscrit               | 1996           | Hôtel de ville de Lyons-la-Forêt                           |
| Maréchaussée de Lyons-la-Forêt                             | Lyons-la-Forêt                                 | 2 rue Bout-de-Bas                               | 49° 23′ 57″ nord, 1° 28′ 26″ est | « PA27000012 »                | Inscrit               | 1996           | Maréchaussée de Lyons-la-Forêt                             |
| Château de Bonneboscq                                      | Manneville-sur-Risle                           | RD 621 Chemin de la futaie de Bonnebos          | 49° 21′ 25″ nord, 0° 32′ 21″ est | « PA00099478 »                | Classé Inscrit        | 1958           | Château de Bonneboscq                                      |
| Église Saint-Laurent de Marais-Vernier                     | Marais-Vernier                                 | Quartier de l'église                            | 49° 25′ 09″ nord, 0° 27′ 15″ est | « PA00099479 » « IA00018934 » | Classé                | 1932           | Église Saint-Laurent de Marais-Vernier                     |
| Église Saint-Germain de Marcilly-la-Campagne               | Marcilly-la-Campagne                           | Place de l'Église                               | 48° 50′ 02″ nord, 1° 12′ 06″ est | « PA00099480 »                | Classé                | 1927           | Église Saint-Germain de Marcilly-la-Campagne               |
| Abbaye du Breuil-Benoît                                    | Marcilly-sur-Eure                              | RD 143 Route de Dreux Le Breuil-Benoît          | 48° 48′ 32″ nord, 1° 21′ 20″ est | « PA00099640 »                | Classé                | 1993           | Abbaye du Breuil-Benoît                                    |
| Église Saint-Pierre de Martainville                        | Martainville                                   | RD 624 Hameau de l'Église                       | 49° 18′ 23″ nord, 0° 24′ 25″ est | « PA00099481 » « IA00054685 » | Inscrit               | 2013           | Église Saint-Pierre de Martainville                        |
| Église Saint-Pierre-et-Saint-Paul de Ménilles              | Ménilles                                       | Rue Roederer                                    | 49° 02′ 00″ nord, 1° 22′ 15″ est | « PA00099482 »                | Inscrit Classé        | 1952           | Église Saint-Pierre-et-Saint-Paul de Ménilles              |
| Église Saint-Pierre de Menneval                            | Menneval                                       | Côte de l'église                                | 49° 05′ 51″ nord, 0° 37′ 30″ est | « PA00099483 » « IA00018179 » | Inscrit               | 1927           | Église Saint-Pierre de Menneval                            |
| Église Sainte-Marie-Madeleine de Mesnil-sur-l'Estrée       | Mesnil-sur-l'Estrée                            | Hameau d'Heudreville Route de Toisley           | 48° 46′ 13″ nord, 1° 17′ 34″ est | « PA27000082 »                | Inscrit               | 2010           | Église Sainte-Marie-Madeleine de Mesnil-sur-l'Estrée       |
| Ancienne Église Notre-Dame du Mesnil-Hardray               | Le Mesnil-Hardray                              | Rue de la Mairie                                | 48° 56′ 08″ nord, 0° 59′ 23″ est | « PA00099484 »                | Inscrit               | 1953           | Ancienne Église Notre-Dame du Mesnil-Hardray               |
| Croix de cimetière du Mesnil-Jourdain                      | Le Mesnil-Jourdain                             | RD 113 Rue de l'Église                          | 49° 10′ 37″ nord, 1° 06′ 43″ est | « PA00099485 » « IA00019280 » | Classé                | 1952           | Image manquante Téléverser                                 |
| Église Notre-Dame du Mesnil-Jourdain                       | Le Mesnil-Jourdain                             | RD 113 Rue de l'Église                          | 49° 10′ 37″ nord, 1° 06′ 44″ est | « PA00099486 » « IA00019281 » | Classé                | 1961           | Église Notre-Dame du Mesnil-Jourdain                       |
| Manoir-ferme du Mesnil-Jourdain                            | Le Mesnil-Jourdain                             | RD 113 Rue de l'Église                          | 49° 10′ 37″ nord, 1° 06′ 42″ est | « PA00099487 » « IA00019277 » | Inscrit               | 1961           | Manoir-ferme du Mesnil-Jourdain                            |
| Château de la Croix-Richard                                | Le Mesnil-Jourdain                             | bois d'Acquigny                                 | 49° 11′ 03″ nord, 1° 06′ 48″ est | « PA27000092 » « IA00019283 » | Inscrit               | 2021           | Château de la Croix-Richard                                |
| Église Sainte-Marguerite                                   | Mesnil-en-Ouche                                | Sainte-Marguerite-en-Ouche                      | 49° 01′ 25″ nord, 0° 39′ 27″ est | « PA27000090 »                | Inscrit               | 2019           | Église Sainte-Marguerite                                   |
| Château de Verclives                                       | Mesnil-Verclives                               | Rue du Mesnil                                   | 49° 19′ 09″ nord, 1° 28′ 07″ est | « PA00099488 » « IA00016809 » | Inscrit               | 1986           | Château de Verclives                                       |
| Manoir de Surcy                                            | Mézières-en-Vexin                              | 1 rue de l'Huis                                 | 49° 10′ 21″ nord, 1° 30′ 56″ est | « PA27000034 » « IA00017261 » | Inscrit               | 1999           | Manoir de Surcy                                            |
| Église Saint-Martin de Moisville                           | Moisville                                      | Rue de l'Église                                 | 48° 50′ 40″ nord, 1° 09′ 51″ est | « PA27000014 »                | Inscrit               | 1996           | Église Saint-Martin de Moisville                           |
| Château de Montaure                                        | Montaure                                       | R.D 112 Rue de l'Abbé Toussaint                 | 49° 13′ 54″ nord, 1° 05′ 13″ est | « PA00099633 » « IA00017993 » | Inscrit               | 1990           | Image manquante Téléverser                                 |
| Croix de Montaure                                          | Montaure                                       | Place Jean Charcot                              | 49° 13′ 54″ nord, 1° 05′ 18″ est | « PA00099489 »                | Inscrit               | 1954           | Image manquante Téléverser                                 |
| Prieuré de Montaure                                        | Montaure                                       | Place Jean Charcot                              | 49° 13′ 54″ nord, 1° 05′ 20″ est | « PA27000021 »                | Inscrit               | 1997           | Prieuré de Montaure                                        |
| Château de Montfort-sur-Risle                              | Montfort-sur-Risle                             |                                                 | 49° 17′ 42″ nord, 0° 40′ 00″ est | « PA00099490 »                | Inscrit               | 1937           | Château de Montfort-sur-Risle                              |
| Château de Lusigneul ()                                    | Montreuil-l'Argillé                            | D 438                                           | 48° 57′ 27″ nord, 0° 28′ 14″ est | « PA00099491 »                | Inscrit               | 1984           | Image manquante Téléverser                                 |
| Château de Montreuil-l'Argillé                             | Montreuil-l'Argillé                            |                                                 | 48° 56′ 14″ nord, 0° 28′ 53″ est | « PA00099631 »                | Inscrit               | 1989           | Château de Montreuil-l'Argillé                             |
| Maison du Bailliage                                        | Montreuil-l'Argillé                            | Grande-Rue                                      | 48° 56′ 17″ nord, 0° 28′ 47″ est | « PA00099492 »                | Inscrit               | 1949           | Image manquante Téléverser                                 |
| Moulin de Mouflaines                                       | Mouflaines                                     | D 6014 / D 3                                    | 49° 15′ 20″ nord, 1° 33′ 42″ est | « PA00099493 »                | Inscrit               | 1974           | Image manquante Téléverser                                 |
| Église Saint-Hilaire de Muids                              | Muids                                          | Rue Nationale                                   | 49° 13′ 15″ nord, 1° 17′ 21″ est | « PA27000076 »                | Inscrit               | 2009           | Église Saint-Hilaire de Muids                              |
| Moulin de Muids                                            | Muids                                          | Le Bout de la Ville Route du Moulin             | 49° 13′ 31″ nord, 1° 18′ 21″ est | « PA00135537 »                | Inscrit               | 1995           | Image manquante Téléverser                                 |
| Église Saint-Jean-Baptiste de Muzy                         | Muzy                                           | Rue de l'Église                                 | 48° 46′ 27″ nord, 1° 20′ 40″ est | « PA27000064 »                | Inscrit               | 2005           | Église Saint-Jean-Baptiste de Muzy                         |
| Château de la Chapelle                                     | Neaufles-Auvergny également sur La Neuve-Lyre. | La Chapelle                                     | 48° 53′ 48″ nord, 0° 43′ 37″ est | « PA27000046 » « PA27000047 » | Inscrit               | 2002           | Château de la Chapelle                                     |
| Pierre de Gargantua                                        | Neaufles-Auvergny                              | La Vallée                                       | 48° 51′ 59″ nord, 0° 43′ 45″ est | « PA00099494 »                | Classé                | 1934           | Pierre de Gargantua                                        |
| Château de Neaufles-Saint-Martin                           | Neaufles-Saint-Martin                          | Rue de la Tour                                  | 49° 16′ 53″ nord, 1° 43′ 14″ est | « PA00099495 »                | Inscrit               | 1926           | Château de Neaufles-Saint-Martin                           |
| Croix percée de Neaufles-Saint-Martin                      | Neaufles-Saint-Martin                          | Route de Vernon à Neaufles-Saint-Martin         | 49° 16′ 31″ nord, 1° 44′ 39″ est | « PA00099496 »                | Inscrit               | 1926           | Croix percée de Neaufles-Saint-Martin                      |
| Château du Champ-de-Bataille                               | Le Neubourg                                    |                                                 | 49° 10′ 06″ nord, 0° 51′ 34″ est | « PA00099497 »                | Classé Inscrit Classé | 1952 1971 1995 | Château du Champ-de-Bataille                               |
| Église Saint-Pierre-et-Saint-Paul du Neubourg              | Le Neubourg                                    |                                                 | 49° 08′ 57″ nord, 0° 54′ 11″ est | « PA00099498 »                | Classé                | 1938           | Église Saint-Pierre-et-Saint-Paul du Neubourg              |
| Le Vieux Château                                           | Le Neubourg                                    | Place du Château                                | 49° 08′ 54″ nord, 0° 53′ 59″ est | « PA27000045 »                | Inscrit               | 2002           | Le Vieux Château                                           |
| Château de la Folletière                                   | Neuilly                                        | La Folletière                                   | 48° 56′ 37″ nord, 1° 25′ 05″ est | « PA00099499 »                | Inscrit               | 1951           | Image manquante Téléverser                                 |
| Château de la Chapelle                                     | La Neuve-Lyre également sur Neaufles-Auvergny  | La Chapelle                                     | 48° 53′ 48″ nord, 0° 43′ 37″ est | « PA27000047 » « PA27000046 » | Inscrit               | 2002           | Château de la Chapelle                                     |
| Église Saint-Germain-l'Auxerrois de Noards                 | Noards                                         | D 38 / D 834                                    | 49° 12′ 52″ nord, 0° 30′ 31″ est | « PA00099500 »                | Inscrit               | 1954           | Église Saint-Germain-l'Auxerrois de Noards                 |
| Église Saint-Sigismond de Nojeon-en-Vexin                  | Nojeon-en-Vexin                                |                                                 | 49° 19′ 41″ nord, 1° 33′ 55″ est | « PA00099501 »                | Classé                | 1915           | Église Saint-Sigismond de Nojeon-en-Vexin                  |
| Église Saint-Martin de Nonancourt                          | Nonancourt                                     |                                                 | 48° 46′ 16″ nord, 1° 11′ 54″ est | « PA00099502 »                | Classé                | 1975           | Église Saint-Martin de Nonancourt                          |
| Immeuble                                                   | Nonancourt                                     | 2 place Aristide-Briand                         | 48° 46′ 17″ nord, 1° 11′ 53″ est | « PA00099503 »                | Inscrit               | 1975           | Immeuble                                                   |
| Croix de cimetière de Notre-Dame-d'Épine                   | Notre-Dame-d'Épine                             | Le Village                                      | 49° 11′ 51″ nord, 0° 36′ 05″ est | « PA00099504 »                | Inscrit               | 1961           | Croix de cimetière de Notre-Dame-d'Épine                   |
| Église Saint-Aubin de Pacy-sur-Eure                        | Pacy-sur-Eure                                  |                                                 | 49° 00′ 51″ nord, 1° 22′ 45″ est | « PA00099505 »                | Inscrit               | 1927           | Église Saint-Aubin de Pacy-sur-Eure                        |
| Croix de Perriers-sur-Andelle                              | Perriers-sur-Andelle                           | Rue de l'Église                                 | 49° 24′ 54″ nord, 1° 22′ 18″ est | « PA00099506 »                | Inscrit               | 1961           | Croix de Perriers-sur-Andelle                              |
| Église Saint-Étienne de Perriers-sur-Andelle               | Perriers-sur-Andelle                           | Rue de l'Église                                 | 49° 24′ 54″ nord, 1° 22′ 20″ est | « PA27000038 »                | Inscrit               | 2000           | Église Saint-Étienne de Perriers-sur-Andelle               |
| Manoir de Colmont                                          | Perriers-sur-Andelle                           | 23 rue du Général de Gaulle                     | 49° 24′ 56″ nord, 1° 22′ 20″ est | « PA27000039 »                | Inscrit               | 2000           | Manoir de Colmont                                          |
| Manoir de Trianel                                          | Perriers-sur-Andelle                           |                                                 | 49° 25′ 03″ nord, 1° 21′ 36″ est | « PA00099507 »                | Inscrit               | 1964           | Image manquante Téléverser                                 |
| Allée sépulcrale de Pinterville                            | Pinterville                                    | Vallon du Parc                                  | 49° 10′ 57″ nord, 1° 11′ 27″ est | « PA00099508 »                | Classé                | 1947           | Image manquante Téléverser                                 |
| Château de Pinterville                                     | Pinterville                                    | 6, rue des Marionnettes                         | 49° 11′ 16″ nord, 1° 10′ 33″ est | « PA27000087 »                | Inscrit               | 2015           | Château de Pinterville                                     |
| Église de la Sainte-Trinité de Pinterville                 | Pinterville                                    | Rue du Docteur-Schweitzer                       | 49° 11′ 27″ nord, 1° 10′ 18″ est | « PA00099509 » « IA00019272 » | Inscrit               | 1927           | Église de la Sainte-Trinité de Pinterville                 |
| Église Saint-Michel de Plainville                          | Plainville                                     |                                                 | 49° 05′ 07″ nord, 0° 30′ 00″ est | « PA00099510 »                | Classé                | 1886           | Église Saint-Michel de Plainville                          |
| Église Saint-Sulpice de Plasnes                            | Plasnes                                        | Rue de l'Église                                 | 49° 08′ 09″ nord, 0° 37′ 22″ est | « PA00099511 »                | Inscrit               | 1961           | Église Saint-Sulpice de Plasnes                            |
| Petit Château                                              | Plasnes                                        |                                                 | 49° 07′ 55″ nord, 0° 36′ 48″ est | « PA27000015 »                | Inscrit               | 1996           | Petit Château                                              |
| Château du Bosc-Roger                                      | Le Plessis-Hébert                              |                                                 | 48° 58′ 36″ nord, 1° 23′ 31″ est | « PA27000055 »                | Inscrit               | 2003           | Image manquante Téléverser                                 |
| Château de Saint-Léger du Plessis-Sainte-Opportune         | Le Plessis-Sainte-Opportune                    |                                                 | 49° 03′ 30″ nord, 0° 50′ 09″ est | « PA00099512 »                | Inscrit               | 1976           | Château de Saint-Léger du Plessis-Sainte-Opportune         |
| Église Saint-André du Plessis                              | Le Plessis-Sainte-Opportune                    | Rue de l'Église Saint-André                     | 49° 03′ 48″ nord, 0° 52′ 17″ est | « PA00099514 »                | Classé                | 1921           | Église Saint-André du Plessis                              |
| Église Sainte-Opportune de Sainte-Opportune-la-Campagne    | Le Plessis-Sainte-Opportune                    | Rue des Quatre-Vents                            | 49° 05′ 16″ nord, 0° 51′ 33″ est | « PA00099513 »                | Inscrit               | 1961           | Église Sainte-Opportune de Sainte-Opportune-la-Campagne    |
| Abbaye Notre-Dame de Bonport                               | Pont-de-l'Arche                                |                                                 | 49° 18′ 23″ nord, 1° 08′ 04″ est | « PA00099519 »                | Classé                | 1942           | Abbaye Notre-Dame de Bonport                               |
| Bailliage de Pont-de-l'Arche                               | Pont-de-l'Arche                                | 21bis rue Blin                                  | 49° 18′ 17″ nord, 1° 09′ 14″ est | « PA27000056 »                | Inscrit               | 2003           | Bailliage de Pont-de-l'Arche                               |
| Église Notre-Dame-des-Arts de Pont-de-l'Arche              | Pont-de-l'Arche                                | Rue de Crosne                                   | 49° 18′ 19″ nord, 1° 09′ 19″ est | « PA00099520 »                | Classé                | 1910           | Église Notre-Dame-des-Arts de Pont-de-l'Arche              |
| Manoir de Pont-de-l'Arche                                  | Pont-de-l'Arche                                | 6, 8, 10 rue Jean-Prieur                        | 49° 18′ 18″ nord, 1° 09′ 27″ est | « PA27000057 »                | Inscrit               | 2003           | Manoir de Pont-de-l'Arche                                  |
| Remparts de Pont-de-l'Arche                                | Pont-de-l'Arche                                |                                                 | 49° 18′ 21″ nord, 1° 09′ 13″ est | « PA00099521 »                | Inscrit Classé        | 1939 1941      | Remparts de Pont-de-l'Arche                                |
| Église Saint-Ouen de Pont-Audemer                          | Pont-Audemer                                   |                                                 | 49° 21′ 19″ nord, 0° 30′ 54″ est | « PA00099515 »                | Classé                | 1909           | Église Saint-Ouen de Pont-Audemer                          |
| Immeuble de la cour Canel                                  | Pont-Audemer                                   | 62 rue de la République                         | 49° 21′ 24″ nord, 0° 30′ 58″ est | « PA27000029 »                | Inscrit               | 1998           | Immeuble de la cour Canel                                  |
| Maison du 16 rue aux Fromages à Pont-Audemer               | Pont-Audemer                                   | 16 rue aux Fromages                             | 49° 21′ 21″ nord, 0° 30′ 50″ est | « PA00099516 »                | Inscrit               | 1933           | Image manquante Téléverser                                 |
| Maison du 18 rue aux Fromages à Pont-Audemer               | Pont-Audemer                                   | 18 rue aux Fromages                             | 49° 21′ 21″ nord, 0° 30′ 50″ est | « PA00099517 »                | Inscrit               | 1933           | Image manquante Téléverser                                 |
| Maison du 20 rue Sadi-Carnot à Pont-Audemer                | Pont-Audemer                                   | 20 rue Sadi-Carnot                              | 49° 21′ 23″ nord, 0° 30′ 50″ est | « PA00099518 »                | Inscrit               | 1933           | Maison du 20 rue Sadi-Carnot à Pont-Audemer                |
| Gravier de Gargantua                                       | Port-Mort                                      |                                                 | 49° 10′ 24″ nord, 1° 23′ 49″ est | « PA00099522 »                | Classé                | 1923           | Gravier de Gargantua                                       |
| Église Saint-Quentin de Poses                              | Poses                                          |                                                 | 49° 17′ 48″ nord, 1° 15′ 00″ est | « PA00099523 »                | Inscrit               | 1954           | Église Saint-Quentin de Poses                              |
| Château de la Madeleine                                    | Pressagny-l'Orgueilleux                        | La Madeleine                                    | 49° 07′ 23″ nord, 1° 27′ 19″ est | « PA27000048 »                | Inscrit               | 2002           | Château de la Madeleine                                    |
| Église Notre-Dame de Prey                                  | Prey                                           |                                                 | 48° 57′ 50″ nord, 1° 12′ 57″ est | « PA00099524 »                | Inscrit               | 1954           | Église Notre-Dame de Prey                                  |
| Église Notre-Dame-et-Saint-Julien de Puchay                | Puchay                                         |                                                 | 49° 20′ 40″ nord, 1° 31′ 55″ est | « PA00099525 »                | Inscrit               | 1926           | Église Notre-Dame-et-Saint-Julien de Puchay                |
| Église Saint-Gervais-et-Saint-Protais de Pullay            | Pullay                                         |                                                 | 48° 43′ 54″ nord, 0° 52′ 37″ est | « PA00099526 »                | Classé Inscrit        | 1932 2011      | Église Saint-Gervais-et-Saint-Protais de Pullay            |
| Église Notre-Dame-de-Bonport de Quillebeuf-sur-Seine       | Quillebeuf-sur-Seine                           |                                                 | 49° 28′ 22″ nord, 0° 31′ 31″ est | « PA00099527 »                | Classé                | 1862           | Église Notre-Dame-de-Bonport de Quillebeuf-sur-Seine       |
| Maison de Henri IV                                         | Quillebeuf-sur-Seine                           | 78, 82 Grande-Rue                               | 49° 28′ 17″ nord, 0° 31′ 43″ est | « PA00099531 »                | Inscrit               | 1933           | Maison de Henri IV                                         |
| Maison à pans de bois                                      | Quillebeuf-sur-Seine                           | 10 Grande-Rue                                   | 49° 28′ 22″ nord, 0° 31′ 36″ est | « PA00099528 »                | Inscrit               | 1948           | Maison à pans de bois                                      |
| Maison à pans de bois                                      | Quillebeuf-sur-Seine                           | 32 Grande-Rue                                   | 49° 28′ 20″ nord, 0° 31′ 38″ est | « PA00099529 »                | Inscrit               | 1948           | Maison à pans de bois                                      |
| Maison à pans de bois                                      | Quillebeuf-sur-Seine                           | 80 Grande-Rue                                   | 49° 28′ 17″ nord, 0° 31′ 42″ est | « PA00099530 »                | Inscrit               | 1948           | Maison à pans de bois                                      |
| Phare de Quillebeuf                                        | Quillebeuf-sur-Seine                           | Place du Phare                                  | 49° 28′ 27″ nord, 0° 31′ 33″ est | « PA27000083 »                | Inscrit               | 2010           | Phare de Quillebeuf                                        |
| Abbaye Notre-Dame de Fontaine-Guérard                      | Radepont                                       |                                                 | 49° 21′ 02″ nord, 1° 18′ 34″ est | « PA00099532 »                | Classé                | 1937           | Abbaye Notre-Dame de Fontaine-Guérard                      |
| Château de Bonnemare                                       | Radepont                                       |                                                 | 49° 19′ 54″ nord, 1° 19′ 59″ est | « PA00099533 »                | Inscrit Classé        | 1991 1992      | Château de Bonnemare                                       |
| Église Saint-Christophe de Reuilly                         | Reuilly                                        |                                                 | 49° 05′ 02″ nord, 1° 13′ 11″ est | « PA00099534 »                | Inscrit               | 1926           | Église Saint-Christophe de Reuilly                         |
| Château de Canteloup                                       | Romilly-sur-Andelle                            |                                                 | 49° 18′ 49″ nord, 1° 14′ 41″ est | « PA27000022 »                | Inscrit               | 1997           | Château de Canteloup                                       |
| Église Saint-Martin de La Roquette                         | La Roquette                                    |                                                 | 49° 15′ 04″ nord, 1° 20′ 46″ est | « PA00099535 »                | Classé                | 1969           | Église Saint-Martin de La Roquette                         |
| Château de Rosay                                           | Rosay-sur-Lieure                               |                                                 | 49° 22′ 27″ nord, 1° 26′ 23″ est | « PA00099536 »                | Inscrit               | 1938           | Château de Rosay                                           |
| Chaumière de Routot                                        | Routot                                         |                                                 | 49° 22′ 41″ nord, 0° 43′ 55″ est | « PA00099537 »                | Inscrit               | 1928           | Chaumière de Routot                                        |
| Église Saint-Ouen de Routot                                | Routot                                         |                                                 | 49° 22′ 40″ nord, 0° 44′ 10″ est | « PA00099538 »                | Classé                | 1910           | Église Saint-Ouen de Routot                                |
| Chapelle Saint-Denis d'Herponcey                           | Rugles                                         |                                                 | 48° 48′ 02″ nord, 0° 41′ 39″ est | « PA00099634 »                | Inscrit               | 1990           | Chapelle Saint-Denis d'Herponcey                           |
| Église Notre-Dame de Rugles                                | Rugles                                         |                                                 | 48° 49′ 21″ nord, 0° 42′ 33″ est | « PA00099540 »                | Classé                | 1921           | Église Notre-Dame de Rugles                                |
| Église Saint-Germain de Rugles                             | Rugles                                         | Place Foch                                      | 48° 49′ 21″ nord, 0° 42′ 32″ est | « PA00099539 »                | Classé Inscrit        | 1846 2006      | Église Saint-Germain de Rugles                             |
| Église Notre-Dame de Sacquenville                          | Sacquenville                                   |                                                 | 49° 04′ 51″ nord, 1° 04′ 19″ est | « PA00099541 »                | Classé                | 1944           | Église Notre-Dame de Sacquenville                          |
| Château du Buisson de May                                  | Saint-Aquilin-de-Pacy                          | Le Buisson de May (R.N. 13)                     | 49° 00′ 30″ nord, 1° 19′ 46″ est | « PA00099632 »                | Classé                | 1994           | Château du Buisson de May                                  |
| Château de Saint-Aubin-d'Écrosville                        | Saint-Aubin-d'Écrosville                       |                                                 | 49° 08′ 27″ nord, 1° 00′ 29″ est | « PA00099542 »                | Inscrit Classé        | 2001 2004 2005 | Château de Saint-Aubin-d'Écrosville                        |
| Église Saint-Aubin de Saint-Aubin-d'Écrosville             | Saint-Aubin-d'Écrosville                       |                                                 | 49° 08′ 34″ nord, 0° 59′ 42″ est | « PA00099543 »                | Inscrit               | 1927           | Église Saint-Aubin de Saint-Aubin-d'Écrosville             |
| Château de Couvicourt                                      | Saint-Aubin-sur-Gaillon                        | 7, rue du Bois-de-la-Fosse                      | 49° 08′ 53″ nord, 1° 21′ 29″ est | « PA27000088 »                | Inscrit               | 2015           | Château de Couvicourt                                      |
| Église Saint-Benoît de Saint-Benoît-des-Ombres             | Saint-Benoît-des-Ombres                        |                                                 | 49° 13′ 53″ nord, 0° 37′ 20″ est | « PA00099544 »                | Inscrit               | 1974           | Église Saint-Benoît de Saint-Benoît-des-Ombres             |
| Église Saint-Cyr-et-Sainte-Julitte de Saint-Cyr-de-Salerne | Saint-Cyr-de-Salerne                           | Le Village                                      | 49° 11′ 03″ nord, 0° 39′ 38″ est | « PA00099545 »                | Inscrit               | 1961           | Église Saint-Cyr-et-Sainte-Julitte de Saint-Cyr-de-Salerne |
| Église Saint-Denis de Saint-Denis-d'Augerons               | Saint-Denis-d'Augerons                         |                                                 | 48° 55′ 26″ nord, 0° 28′ 11″ est | « PA27000077 »                | Inscrit               | 2009           | Église Saint-Denis de Saint-Denis-d'Augerons               |
| Croix de Saint-Denis-le-Ferment                            | Saint-Denis-le-Ferment                         | Cimetière Rue de l'Église                       | 49° 19′ 50″ nord, 1° 43′ 01″ est | « PA00099547 » « IA00017869 » | Inscrit               | 1927           | Croix de Saint-Denis-le-Ferment                            |
| Église Saint-Denis de Saint-Denis-le-Ferment               | Saint-Denis-le-Ferment                         | Rue de l'Église                                 | 49° 19′ 51″ nord, 1° 43′ 01″ est | « PA00099548 » « IA00017868 » | Inscrit               | 1927           | Église Saint-Denis de Saint-Denis-le-Ferment               |
| Manoir de Montalègre                                       | Saint-Denis-le-Ferment                         | Rue de l'Église                                 | 49° 19′ 49″ nord, 1° 42′ 58″ est | « PA00099546 » « IA00017880 » | Classé                | 1921           | Manoir de Montalègre                                       |
| Château de Courtmoulin                                     | Sainte-Barbe-sur-Gaillon                       | RD 6015                                         | 49° 09′ 40″ nord, 1° 19′ 05″ est | « PA27000067 »                | Inscrit               | 2006           | Château de Courtmoulin                                     |
| Commanderie de Saint-Étienne-de-Renneville                 | Sainte-Colombe-la-Commanderie                  |                                                 | 49° 05′ 48″ nord, 0° 56′ 43″ est | « PA00099643 »                | Inscrit               | 1992           | Commanderie de Saint-Étienne-de-Renneville                 |
| Église Sainte-Marguerite de Sainte-Marguerite-de-l'Autel   | Sainte-Marguerite-de-l'Autel                   |                                                 | 48° 53′ 59″ nord, 0° 51′ 19″ est | « PA00099560 »                | Inscrit               | 1954           | Église Sainte-Marguerite de Sainte-Marguerite-de-l'Autel   |
| Manoir de Pommereuil                                       | Sainte-Marthe                                  |                                                 | 48° 57′ 57″ nord, 0° 52′ 08″ est | « PA00125434 »                | Inscrit               | 1993           | Manoir de Pommereuil                                       |
| Chapelle Saint-Lubin du Bosc                               | Sainte-Opportune-du-Bosc                       |                                                 | 49° 10′ 42″ nord, 0° 50′ 03″ est | « PA00099561 »                | Inscrit               | 1934           | Image manquante Téléverser                                 |
| Château du Champ de Bataille                               | Sainte-Opportune-du-Bosc                       |                                                 | 49° 10′ 06″ nord, 0° 51′ 34″ est | « PA00099562 »                | Classé Inscrit Classé | 1952 1971 1995 | Château du Champ de Bataille                               |
| Église Saint-Étienne de Saint-Étienne-l'Allier             | Saint-Étienne-l'Allier                         |                                                 | 49° 15′ 55″ nord, 0° 33′ 09″ est | « PA27000016 »                | Inscrit               | 1996           | Église Saint-Étienne de Saint-Étienne-l'Allier             |
| Manoir du Vièvre                                           | Saint-Étienne-l'Allier                         |                                                 | 49° 16′ 05″ nord, 0° 33′ 04″ est | « PA00132694 »                | Inscrit               | 1994           | Manoir du Vièvre                                           |
| Château de Saint-Georges-Motel                             | Saint-Georges-Motel                            |                                                 | 48° 47′ 18″ nord, 1° 22′ 02″ est | « PA00099551 »                | Inscrit               | 1977           | Château de Saint-Georges-Motel                             |
| Château de Launay                                          | Saint-Georges-du-Vièvre                        |                                                 | 49° 14′ 19″ nord, 0° 36′ 01″ est | « PA00099552 »                | Classé Inscrit        | 1964 1991      | Château de Launay                                          |
| Manoir du Grand-Feugueray                                  | Saint-Germain-la-Campagne                      |                                                 | 49° 04′ 03″ nord, 0° 24′ 20″ est | « PA00099553 »                | Inscrit               | 1973           | Manoir du Grand-Feugueray                                  |
| Église Saint-Germain de Saint-Germain-Village              | Saint-Germain-Village                          |                                                 | 49° 20′ 55″ nord, 0° 30′ 25″ est | « PA00099554 »                | Classé                | 1886           | Église Saint-Germain de Saint-Germain-Village              |
| Église Saint-Grégoire de Saint-Grégoire-du-Vièvre          | Saint-Grégoire-du-Vièvre                       |                                                 | 49° 14′ 36″ nord, 0° 38′ 08″ est | « PA27000073 »                | Inscrit               | 2008           | Église Saint-Grégoire de Saint-Grégoire-du-Vièvre          |
| Château de Saint-Just                                      | Saint-Just                                     | Avenue du Château                               | 49° 06′ 39″ nord, 1° 25′ 53″ est | « PA00135538 »                | Inscrit Classé        | 1995 1997      | Château de Saint-Just                                      |
| Église Saint-Léger de Saint-Léger-de-Rôtes                 | Saint-Léger-de-Rôtes                           |                                                 | 49° 06′ 36″ nord, 0° 38′ 53″ est | « PA00125431 »                | Inscrit               | 1993           | Église Saint-Léger de Saint-Léger-de-Rôtes                 |
| Église Saint-Pierre de Saint-Léger-de-Rôtes                | Saint-Léger-de-Rôtes                           |                                                 | 49° 07′ 18″ nord, 0° 40′ 15″ est | « PA00125432 »                | Inscrit               | 1993           | Église Saint-Pierre de Saint-Léger-de-Rôtes                |
| Château de Saint-Maclou                                    | Saint-Maclou                                   |                                                 | 49° 21′ 39″ nord, 0° 24′ 42″ est | « PA00099555 »                | Inscrit               | 1977           | Château de Saint-Maclou                                    |
| Croix de Saint-Maclou                                      | Saint-Maclou                                   | place de l'Église                               | 49° 21′ 54″ nord, 0° 24′ 28″ est | « PA00099556 »                | Inscrit               | 1953           | Image manquante Téléverser                                 |
| Église Saint-Maclou de Saint-Maclou                        | Saint-Maclou                                   |                                                 | 49° 21′ 54″ nord, 0° 24′ 29″ est | « PA00099557 »                | Inscrit               | 1953           | Église Saint-Maclou de Saint-Maclou                        |
| Château de Saint-Mards-sur-Risle                           | Saint-Mards-de-Blacarville                     |                                                 | 49° 22′ 45″ nord, 0° 29′ 11″ est | « PA00099558 »                | Inscrit               | 1971           | Château de Saint-Mards-sur-Risle                           |
| Manoir de la Fromentière                                   | Saint-Mards-de-Fresne                          |                                                 | 49° 04′ 47″ nord, 0° 26′ 06″ est | « PA00099559 »                | Inscrit               | 1976           | Manoir de la Fromentière                                   |
| Manoir de la Motte                                         | Saint-Mards-de-Fresne                          |                                                 | 49° 05′ 27″ nord, 0° 26′ 50″ est | « PA27000059 »                | Inscrit               | 2004           | Image manquante Téléverser                                 |
| Chapelle Saint-Firmin                                      | Saint-Martin-Saint-Firmin                      |                                                 | 49° 17′ 57″ nord, 0° 32′ 46″ est | « PA00132695 »                | Inscrit               | 1994           | Chapelle Saint-Firmin                                      |
| Église Saint-Ouen de Saint-Ouen-d'Attez                    | Saint-Ouen-d'Attez                             | Le Village                                      | 48° 48′ 12″ nord, 0° 57′ 17″ est | « PA00099563 »                | Inscrit               | 1961           | Église Saint-Ouen de Saint-Ouen-d'Attez                    |
| Pierre de la Joure                                         | Saint-Ouen-d'Attez                             | Près de la Goue                                 | 48° 48′ 29″ nord, 0° 57′ 52″ est | « PA00099564 »                | Classé                | 1934           | Pierre de la Joure                                         |
| Croix de cimetière de Saint-Ouen-de-Thouberville           | Saint-Ouen-de-Thouberville                     | Village-de-l'Église                             | 49° 21′ 30″ nord, 0° 53′ 04″ est | « PA00099565 »                | Inscrit               | 1965           | Croix de cimetière de Saint-Ouen-de-Thouberville           |
| Prieuré de Saint-Philbert-sur-Risle                        | Saint-Philbert-sur-Risle                       |                                                 | 49° 17′ 46″ nord, 0° 38′ 58″ est | « PA00099566 »                | Classé Inscrit        | 1896 1997      | Prieuré de Saint-Philbert-sur-Risle                        |
| Église Saint-Pierre de Saint-Pierre-d'Autils               | Saint-Pierre-d'Autils                          |                                                 | 49° 07′ 09″ nord, 1° 26′ 13″ est | « PA00099567 »                | Classé                | 1909           | Église Saint-Pierre de Saint-Pierre-d'Autils               |
| Église Notre-Dame-de-Grâce                                 | Saint-Pierre-de-Bailleul                       | La Grace                                        | 49° 07′ 22″ nord, 1° 23′ 26″ est | « PA00099568 »                | Inscrit               | 1961           | Église Notre-Dame-de-Grâce                                 |
| Château de la Mésangère                                    | Saint-Pierre-du-Bosguérard                     |                                                 | 49° 16′ 30″ nord, 0° 52′ 05″ est | « PA27000075 »                | Classé                | 2015           | Château de la Mésangère                                    |
| Croix de Saint-Pierre-du-Bosguérard                        | Saint-Pierre-du-Bosguérard                     |                                                 | 49° 15′ 39″ nord, 0° 53′ 37″ est | « PA00099569 »                | Classé                | 1906           | Croix de Saint-Pierre-du-Bosguérard                        |
| Château de Cernières                                       | Saint-Pierre-de-Cernières                      |                                                 | 48° 56′ 38″ nord, 0° 30′ 55″ est | « PA27000065 »                | Inscrit               | 2005           | Image manquante Téléverser                                 |
| Château de Gauville                                        | Saint-Pierre-de-Cernières                      |                                                 | 48° 55′ 32″ nord, 0° 32′ 22″ est | « PA00099570 »                | Inscrit               | 1964           | Image manquante Téléverser                                 |
| Manoir du Blanc-Buisson                                    | Saint-Pierre-du-Mesnil                         |                                                 | 48° 56′ 20″ nord, 0° 33′ 52″ est | « PA00099571 »                | Inscrit               | 1949 1952      | Manoir du Blanc-Buisson                                    |
| Pont de Saint-Pierre-du-Vauvray                            | Saint-Pierre-du-Vauvray                        |                                                 | 49° 13′ 50″ nord, 1° 13′ 37″ est | « PA00099572 »                | Inscrit               | 1975           | Pont de Saint-Pierre-du-Vauvray                            |
| Phare de La Roque                                          | Saint-Samson-de-la-Roque                       |                                                 | 49° 26′ 38″ nord, 0° 25′ 30″ est | « PA27000084 »                | Inscrit               | 2011           | Phare de La Roque                                          |
| Église Saint-Victor de Saint-Victor-de-Chrétienville       | Saint-Victor-de-Chrétienville                  |                                                 | 49° 04′ 25″ nord, 0° 30′ 59″ est | « PA00125433 »                | Inscrit               | 1993           | Église Saint-Victor de Saint-Victor-de-Chrétienville       |
| Église Saint-Nicolas de Sébécourt                          | Sébécourt                                      |                                                 | 48° 58′ 21″ nord, 0° 50′ 20″ est | « PA00099573 »                | Inscrit               | 1953           | Église Saint-Nicolas de Sébécourt                          |
| Croix de cimetière de Selles                               | Selles                                         | Le Village Sud                                  | 49° 18′ 07″ nord, 0° 30′ 23″ est | « PA00099574 »                | Inscrit               | 1961           | Image manquante Téléverser                                 |
| Église Notre-Dame de Selles                                | Selles                                         | Le Village Sud                                  | 49° 18′ 08″ nord, 0° 30′ 25″ est | « PA00099575 »                | Inscrit               | 1961           | Église Notre-Dame de Selles                                |
| Église Saint-Remy de Serez                                 | Serez                                          | Le Village                                      | 48° 56′ 01″ nord, 1° 21′ 52″ est | « PA00099576 »                | Inscrit               | 1962           | Église Saint-Remy de Serez                                 |
| Église Notre-Dame de Serquigny                             | Serquigny                                      |                                                 | 49° 06′ 33″ nord, 0° 42′ 44″ est | « PA00099578 »                | Classé Inscrit        | 1862 1949      | Église Notre-Dame de Serquigny                             |
| Château du Grand-Serquigny                                 | Serquigny                                      |                                                 | 49° 06′ 22″ nord, 0° 42′ 34″ est | « PA00099577 »                | Inscrit               | 1951           | Château du Grand-Serquigny                                 |
| Menhir du Croc                                             | Serquigny                                      | Plaine de Loquerais                             | 49° 07′ 22″ nord, 0° 42′ 30″ est | « PA00099639 »                | Inscrit               | 1991           | Menhir du Croc                                             |
| Croix de Surtauville                                       | Surtauville                                    |                                                 | 49° 12′ 27″ nord, 1° 03′ 17″ est | « PA00099579 »                | Inscrit               | 1977           | Image manquante Téléverser                                 |
| Ferme de Surville                                          | Surville                                       | Rue Bernard Pétel                               | 49° 12′ 00″ nord, 1° 06′ 00″ est | « PA00099580 »                | Inscrit               | 1951           | Image manquante Téléverser                                 |
| Tour de Thevray                                            | Thevray                                        |                                                 | 48° 58′ 59″ nord, 0° 43′ 17″ est | « PA00099581 »                | Classé                | 1886           | Tour de Thevray                                            |
| Château Lécuyer                                            | Thiberville                                    | 11 rue des Quarante-Sous                        | 49° 08′ 15″ nord, 0° 27′ 28″ est | « PA27000035 »                | Inscrit               | 1999           | Image manquante Téléverser                                 |
| Croix de cimetière du Thuit-Anger                          | Le Thuit-Anger                                 | Le Château                                      | 49° 16′ 36″ nord, 0° 58′ 09″ est | « PA00099582 »                | Inscrit               | 1961           | Image manquante Téléverser                                 |
| Croix du Thuit-Signol                                      | Le Thuit-Signol                                |                                                 | 49° 15′ 56″ nord, 0° 56′ 18″ est | « PA00099583 »                | Inscrit               | 1961           | Image manquante Téléverser                                 |
| Église Saint-Ouen du Thuit-Signol                          | Le Thuit-Signol                                | Le Village                                      | 49° 15′ 56″ nord, 0° 56′ 20″ est | « PA00099584 »                | Inscrit               | 1961           | Église Saint-Ouen du Thuit-Signol                          |
| Église Saint-Martin de Tilleul-Dame-Agnès                  | Tilleul-Dame-Agnès                             |                                                 | 49° 00′ 12″ nord, 0° 53′ 27″ est | « PA00099585 »                | Inscrit               | 1961           | Église Saint-Martin de Tilleul-Dame-Agnès                  |
| Église Saint-Germain du Tilleul-Othon                      | Le Tilleul-Othon                               | Le Village                                      | 49° 06′ 54″ nord, 0° 47′ 22″ est | « PA00099586 »                | Inscrit               | 1961           | Église Saint-Germain du Tilleul-Othon                      |
| Château de Tillières-sur-Avre                              | Tillières-sur-Avre                             | 6 rue des Écoles                                | 48° 45′ 30″ nord, 1° 03′ 13″ est | « PA27000085 »                | Inscrit               | 2014           | Château de Tillières-sur-Avre                              |
| Église Saint-Hilaire de Tillières-sur-Avre                 | Tillières-sur-Avre                             |                                                 | 48° 45′ 31″ nord, 1° 03′ 32″ est | « PA00099587 »                | Classé                | 1862           | Église Saint-Hilaire de Tillières-sur-Avre                 |
| Porte                                                      | Tillières-sur-Avre                             | Rue du Fort                                     | 48° 45′ 23″ nord, 1° 03′ 15″ est | « PA00099588 »                | Inscrit               | 1972           | Porte                                                      |
| Prieuré de Saulseuse                                       | Tilly                                          | RD 181                                          | 49° 07′ 54″ nord, 1° 31′ 12″ est | « PA27000037 »                | Inscrit               | 2000           | Prieuré de Saulseuse                                       |
| Moulin à vent de L'Hermitage                               | Tosny                                          | L'Hermitage RD 176                              | 49° 12′ 38″ nord, 1° 21′ 18″ est | « PA00099589 »                | Inscrit               | 1978           | Moulin à vent de L'Hermitage                               |
| Église Notre-Dame de Tourny                                | Tourny                                         |                                                 | 49° 11′ 05″ nord, 1° 32′ 45″ est | « PA00099590 »                | Classé                | 1912           | Église Notre-Dame de Tourny                                |
| Château d'Omonville                                        | Le Tremblay-Omonville                          | Rue du Château                                  | 49° 07′ 19″ nord, 0° 55′ 07″ est | « PA00099591 »                | Classé                | 1948           | Château d'Omonville                                        |
| Croix de La Trinité-de-Thouberville                        | La Trinité-de-Thouberville                     | L'Église                                        | 49° 21′ 56″ nord, 0° 52′ 32″ est | « PA00099592 »                | Inscrit               | 1961           | Image manquante Téléverser                                 |
| Église de la Sainte-Trinité de La Trinité-de-Thouberville  | La Trinité-de-Thouberville                     |                                                 | 49° 21′ 56″ nord, 0° 52′ 33″ est | « PA00099593 »                | Inscrit               | 1971           | Église de la Sainte-Trinité de La Trinité-de-Thouberville  |
| Château du Troncq                                          | Le Troncq                                      |                                                 | 49° 11′ 29″ nord, 0° 54′ 41″ est | « PA27000023 »                | Inscrit Classé        | 1997 1999      | Château du Troncq                                          |
| Menhir de la Basse Crémonville                             | Val-de-Reuil                                   | Route de Saint-Pierre (RD 313)                  | 49° 14′ 18″ nord, 1° 11′ 27″ est | « PA00099550 » « IA00019250 » | Classé                | 1927           | Menhir de la Basse Crémonville                             |
| Ferme de la Haute-Crémonville                              | Val-de-Reuil                                   |                                                 | 49° 14′ 27″ nord, 1° 11′ 58″ est | « PA00099549 »                | Inscrit               | 1978           | Image manquante Téléverser                                 |
| Église Saint-Blaise de Valletot                            | Valletot                                       |                                                 | 49° 21′ 47″ nord, 0° 37′ 23″ est | « PA00099594 »                | Inscrit               | 1934           | Église Saint-Blaise de Valletot                            |
| Château de Vascœuil                                        | Vascœuil                                       |                                                 | 49° 26′ 48″ nord, 1° 22′ 44″ est | « PA00099595 »                | Inscrit               | 1985 1991      | Château de Vascœuil                                        |
| Église Notre-Dame du Vaudreuil                             | Le Vaudreuil                                   |                                                 | 49° 15′ 21″ nord, 1° 12′ 24″ est | « PA00099596 »                | Inscrit Classé        | 1926 1932      | Église Notre-Dame du Vaudreuil                             |
| Motte castrale de Venables                                 | Venables                                       | Place de la Libération La Raguette              | 49° 12′ 03″ nord, 1° 17′ 47″ est | « PA00099597 »                | Inscrit               | 1983           | Motte castrale de Venables                                 |
| Dolmen de l'Hôtel-Dieu                                     | Les Ventes                                     | Ferme de l'Hôtel-Dieu Rue de Breteuil           | 48° 57′ 46″ nord, 1° 03′ 59″ est | « PA00099598 »                | Classé                | 1910           | Dolmen de l'Hôtel-Dieu                                     |
| Pierre courcoulée                                          | Les Ventes                                     | Chemin des Morts Le Haut-Bois                   | 48° 56′ 31″ nord, 1° 04′ 27″ est | « PA00099599 »                | Classé                | 1889           | Pierre courcoulée                                          |
| Église de la Madeleine de Verneuil-sur-Avre                | Verneuil-sur-Avre                              |                                                 | 48° 44′ 10″ nord, 0° 55′ 46″ est | « PA00099600 »                | Classé                | 1862           | Église de la Madeleine de Verneuil-sur-Avre                |
| Église Notre-Dame de Verneuil-sur-Avre                     | Verneuil-sur-Avre                              |                                                 | 48° 44′ 10″ nord, 0° 55′ 31″ est | « PA00099635 »                | Classé                | 1992           | Église Notre-Dame de Verneuil-sur-Avre                     |
| Église Saint-Jean de Verneuil-sur-Avre                     | Verneuil-sur-Avre                              |                                                 | 48° 44′ 26″ nord, 0° 55′ 36″ est | « PA00099601 »                | Classé                | 1943           | Église Saint-Jean de Verneuil-sur-Avre                     |
| Église Saint-Laurent de Verneuil-sur-Avre                  | Verneuil-sur-Avre                              |                                                 | 48° 44′ 09″ nord, 0° 55′ 47″ est | « PA00099602 »                | Inscrit               | 1968           | Église Saint-Laurent de Verneuil-sur-Avre                  |
| Hôtel de la Pilhallière                                    | Verneuil-sur-Avre                              | 532 rue de la Madeleine                         | 48° 44′ 16″ nord, 0° 55′ 44″ est | « PA00099603 »                | Inscrit               | 1972           | Hôtel de la Pilhallière                                    |
| Maison                                                     | Verneuil-sur-Avre                              | La Madeleine 89, Rue de la Pomme-d'Or           | 48° 44′ 18″ nord, 0° 55′ 51″ est | « PA00099611 »                | Inscrit               | 1962           | Image manquante Téléverser                                 |
| Maison                                                     | Verneuil-sur-Avre                              | 507 rue de la Madeleine                         | 48° 44′ 18″ nord, 0° 55′ 44″ est | « PA00099605 »                | Inscrit               | 1961           | Maison                                                     |
| Maison                                                     | Verneuil-sur-Avre                              | 521 rue de la Madeleine                         | 48° 44′ 18″ nord, 0° 55′ 45″ est | « PA00099606 »                | Inscrit               | 1961           | Maison                                                     |
| Maison                                                     | Verneuil-sur-Avre                              | 561 rue de la Madeleine                         | 48° 44′ 17″ nord, 0° 55′ 46″ est | « PA00099607 »                | Inscrit               | 1961           | Maison                                                     |
| Maison                                                     | Verneuil-sur-Avre                              | 578 rue de la Madeleine                         | 48° 44′ 16″ nord, 0° 55′ 47″ est | « PA00099608 »                | Inscrit               | 1962           | Maison                                                     |
| Maison                                                     | Verneuil-sur-Avre                              | 598 rue de la Madeleine                         | 48° 44′ 15″ nord, 0° 55′ 47″ est | « PA00099609 »                | Inscrit               | 1961           | Maison                                                     |
| Maison                                                     | Verneuil-sur-Avre                              | 136 rue des Tanneries                           | 48° 44′ 15″ nord, 0° 55′ 41″ est | « PA00099612 »                | Inscrit               | 1928           | Maison                                                     |
| Maison à pans de bois                                      | Verneuil-sur-Avre                              | Rue de la Poissonnerie                          | 48° 44′ 18″ nord, 0° 55′ 47″ est | « PA00099610 »                | Inscrit               | 1937           | Image manquante Téléverser                                 |
| Maison à tourelle                                          | Verneuil-sur-Avre                              | Rue du Canon Rue de la Madeleine                | 48° 44′ 15″ nord, 0° 55′ 48″ est | « PA00099604 »                | Classé                | 1862           | Maison à tourelle                                          |
| Tour Grise                                                 | Verneuil-sur-Avre                              |                                                 | 48° 44′ 09″ nord, 0° 55′ 50″ est | « PA00099613 »                | Classé                | 2016           | Tour Grise                                                 |
| Grosse Pierre                                              | Verneusses                                     | Le Village                                      | 48° 54′ 09″ nord, 0° 27′ 11″ est | « PA00099614 »                | Classé                | 1911           | Grosse Pierre                                              |
| Manoir de Bois-Hébert                                      | Verneusses                                     |                                                 | 48° 54′ 21″ nord, 0° 24′ 45″ est | « PA00099615 »                | Classé                | 1974           | Image manquante Téléverser                                 |
| Château de Bizy                                            | Vernon                                         |                                                 | 49° 05′ 01″ nord, 1° 27′ 57″ est | « PA00099617 »                | Classé                | 1974 1996      | Château de Bizy                                            |
| Château des Tourelles                                      | Vernon                                         |                                                 | 49° 05′ 53″ nord, 1° 29′ 18″ est | « PA00099618 »                | Classé                | 1945           | Château des Tourelles                                      |
| Château de Vernon                                          | Vernon                                         |                                                 | 49° 05′ 40″ nord, 1° 29′ 03″ est | « PA00099616 »                | Inscrit               | 1926           | Château de Vernon                                          |
| Collégiale Notre-Dame de Vernon                            | Vernon                                         |                                                 | 49° 05′ 46″ nord, 1° 28′ 36″ est | « PA00099620 »                | Classé                | 1862           | Collégiale Notre-Dame de Vernon                            |
| Immeuble Benac                                             | Vernon                                         | Rue Carnot Rue du Pont                          | 49° 05′ 41″ nord, 1° 29′ 06″ est | « PA00099621 »                | Inscrit               | 1926           | Immeuble Benac                                             |
| Maison du Temps Jadis                                      | Vernon                                         | Rue Saint-Sauveur Rue Carnot                    | 49° 05′ 36″ nord, 1° 29′ 09″ est | « PA00099622 »                | Classé                | 1924           | Maison du Temps Jadis                                      |
| Manoir du Grévarin                                         | Vernon                                         | 96 rue de Verdun                                | 49° 05′ 25″ nord, 1° 29′ 20″ est | « PA00099623 »                | Inscrit               | 1928           | Image manquante Téléverser                                 |
| Portail du presbytère de Vernonnet                         | Vernon                                         |                                                 | 49° 05′ 55″ nord, 1° 29′ 31″ est | « PA00099619 »                | Inscrit               | 1926           | Portail du presbytère de Vernonnet                         |
| Tour des archives                                          | Vernon                                         |                                                 | 49° 05′ 40″ nord, 1° 29′ 02″ est | « PA00099624 »                | Classé                | 1840           | Tour des archives                                          |
| Église Saint-Maurice de Vesly                              | Vesly                                          |                                                 | 49° 14′ 25″ nord, 1° 39′ 21″ est | « PA27000071 »                | Inscrit               | 2007           | Église Saint-Maurice de Vesly                              |
| Fanum de Cracouville                                       | Le Vieil-Évreux                                |                                                 | 48° 59′ 28″ nord, 1° 13′ 16″ est | « PA00099625 »                | Classé                | 1951           | Fanum de Cracouville                                       |
| Commanderie de Chanu                                       | Villiers-en-Désœuvre                           | Rue de la Commanderie Chanu                     | 48° 57′ 02″ nord, 1° 27′ 45″ est | « PA00099626 »                | Inscrit Classé        | 1990 1992      | Commanderie de Chanu                                       |
| Église Saint-Nicolas de Villiers-en-Désœuvre               | Villiers-en-Désœuvre                           |                                                 | 48° 56′ 51″ nord, 1° 29′ 12″ est | « PA00099627 »                | Inscrit               | 1927           | Église Saint-Nicolas de Villiers-en-Désœuvre               |
| Église Saint-Michel de Vitotel                             | Vitot                                          |                                                 | 49° 09′ 54″ nord, 0° 52′ 53″ est | « PA00099628 »                | Classé                | 1913           | Église Saint-Michel de Vitotel                             |